# فرودگاه بین‌المللی رجاینا
 فرودگاه بین‌المللی رجاینا (به انگلیسی: Regina International Airport) یک فرودگاه همگانی باربری با کد یاتا YQR است که یک باند فرود آسفالت دارد و طول باند آن ۱۸۹۰ متر است. این فرودگاه در شهر رجاینا کشور کانادا قرار دارد و در ارتفاع ۵۷۸ متری از سطح دریا واقع شده‌است.

## شرکت‌های هواپیمایی و مقصدهای پروازی

### مسافری

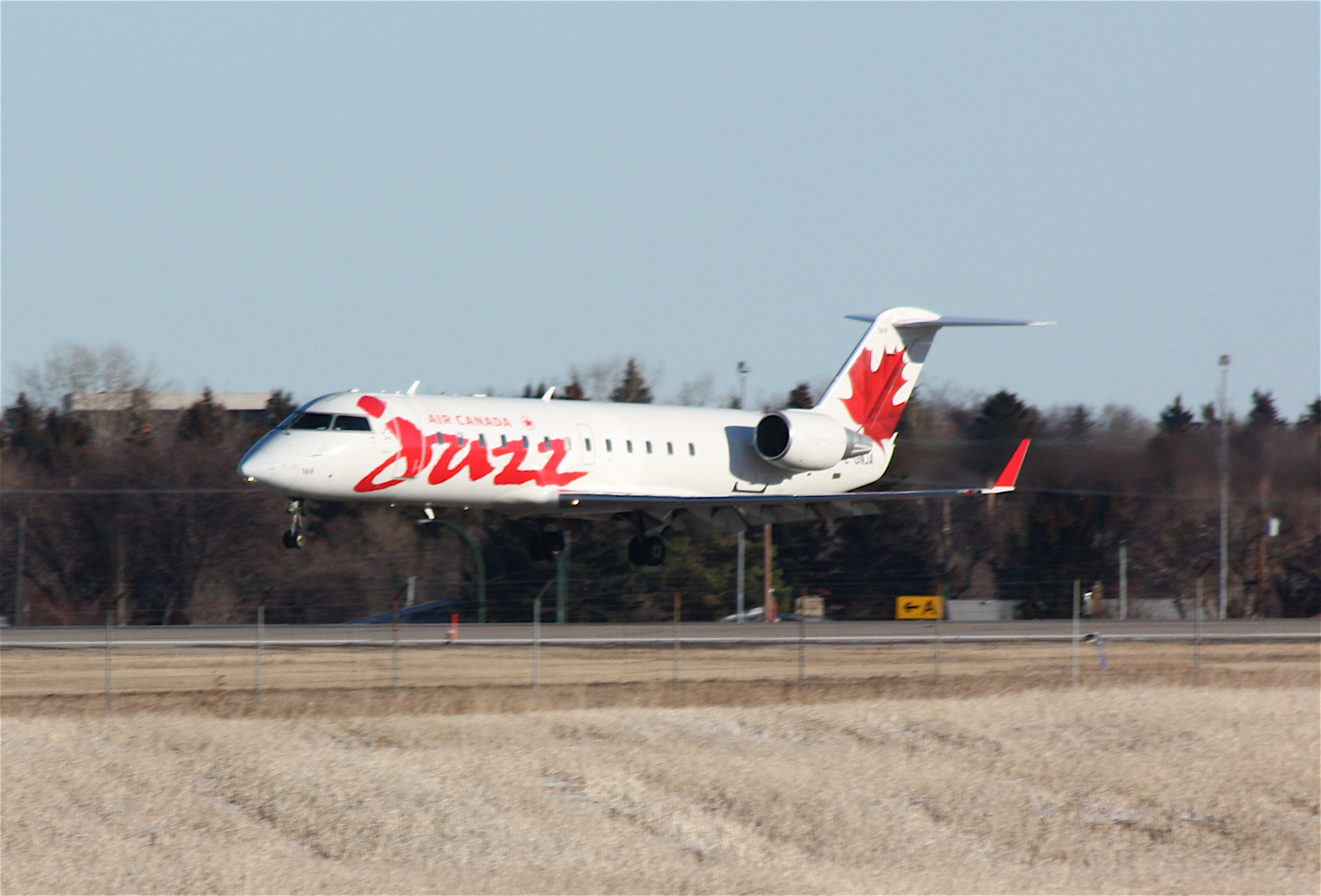
Jazz بمباردیه سی‌آرجی ۱۰۰/۲۰۰ landing

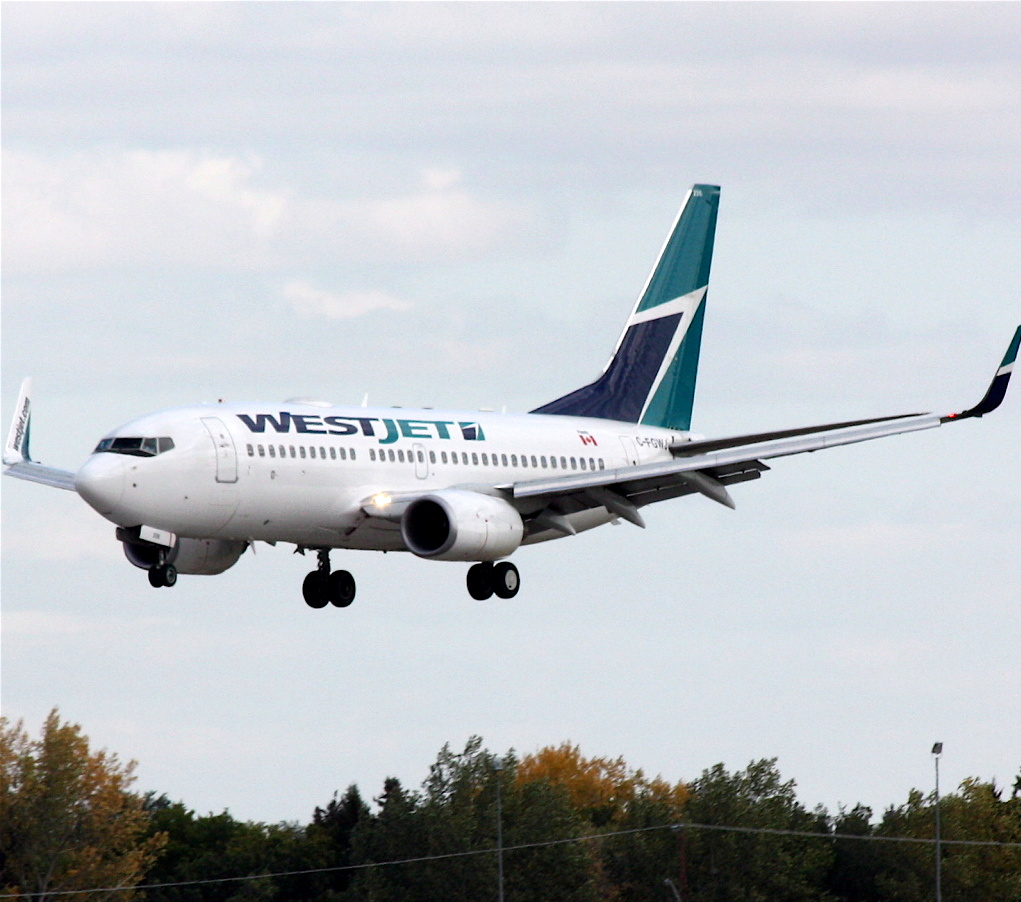
وست جت بوئینگ ۷۳۷ نسل بعدی landing

| شرکت‌های هواپیمایی  | مقصدهای پروازی |
| ------------------ | --- |
| ایر کانادا         | پیرسون تورنتو |
| Air Canada Express | کالگری، ونکوور، وینیپگ جیمز آرمسترانگ ریچاردسون فصلی: مک‌دونالد-کارتیر اتاوا، ساسکاتون جان گ. دیفنبکر |
| Air Transat        | فصلی: کانکون، کینتانا رو، باهیاس د هواتولکو، ال آی سی. گوستاو دیاز اورداز، پونتا کانا |
| وست ویند اوییشن    | ساسکاتون جان گ. دیفنبکر |
| سان‌وینگ ایرلاینز   | فصلی: کانکون، کینتانا رو، خاردینز دل ری، فرنک پئیز، باهیاس د هواتولکو، ایکستاپا-سیواتانخو، ژنرال رافائل بولنا، سنگستر، گریگوریو لوپرون، ال آی سی. گوستاو دیاز اورداز، پونتا کانا، لوس کابوس، آبل سانتاماریا، خوآن گئوآلبرتو گومس |
| وست جت             | کالگری، پیرسون تورنتو، ونکوور فصلی: کانکون، کینتانا رو، مک‌کاران، اورلاندو، فینکس اسکای هاربر، ال آی سی. گوستاو دیاز اورداز |
| WestJet Encore     | کالگری، ادمونتون، وینیپگ جیمز آرمسترانگ ریچاردسون |

### باری
| شرکت‌های هواپیمایی | مقصدهای پروازی                                           |
| ----------------- | -------------------------------------------------------- |
| Cargojet Airways  | ساسکاتون جان گ. دیفنبکر، وینیپگ جیمز آرمسترانگ ریچاردسون |
| اسکای‌لینک اکسپرس  | ساسکاتون جان گ. دیفنبکر، وینیپگ جیمز آرمسترانگ ریچاردسون |